# R-12德维纳河导弹
R-12是由蘇聯在冷戰期間研製和部署戰區彈道飛彈。它的GRAU代號為8K63，北約代號SS-4 Sandal。R-12飛彈提供了對中範圍目標的進攻能力，具有一個百萬噸級的核彈頭，並構成了大部分蘇聯對西歐的飛彈威脅。在古巴的R-12導彈部署造成了1962年的古巴飛彈危機。此導彈共生產2335枚，但是所有的R-12都在1993年因蘇聯和美國的軍備控制條約而被摧毀。